# 関東電気保安協会
一般財団法人関東電気保安協会（かんとうでんきほあんきょうかい）は、関東地方1都6県と山梨県全域・静岡県富士川以東の企業・家庭向けに電気の点検・保安業務を行っている一般財団法人。
定款上の英称は「Kanto Electrical Safety Services Foundation」だが、略称としては日本語名称のローマ字読みの頭文字を取ったKDH（Kanto Denki Hoankyoukai）を用いている。
全国に10ある電気保安協会の中で業務連携先の電力会社と唯一先頭名称が一致していない（即ち東京電気保安協会と称していない）。なお、当協会のCMで流れるサウンドロゴは商標登録（第6332310号）されている。

## 協会概要
- 設立:1966年2月15日（2011年4月1日に一般財団法人に移行）
- 理事長:武部 俊郎
- 本部:東京都港区芝浦4-13-23 MS芝浦ビル7階
- 事業本部・支所・事業所:東京都・神奈川県・千葉県・埼玉県・群馬県・栃木県・茨城県・山梨県・静岡県

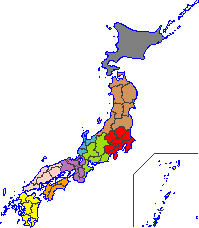
関東電気保安協会の業務区域（赤色に塗られた1都8県）

## 業務内容
- 一般のご家庭等の電気安全点検【調査業務】
- ビルや工場（6600V受電）の電気設備保守【保安業務】
- 電気工事【建設業務】
- 電気安全の広報活動【広報業務】
- 電気取扱者特別教育講習・保安管理業務講習

## 協会マスコットキャラクター
- 安全エレちゃん：象（エレファント）と電気（エレキ）のエレを掛け合わせて名付けられた。「電気の安全、守るぞう」「技術を磨くぞう」という意味もこめられている。イラストデザインは協会職員からの公募。CVは青山吉能。【関東電気保安協会】エレちゃん＆キョーコの電気安全劇場（CV.青山吉能、田中美海）
- 電気保安官キョーコ：株式会社ディー・エル・イーとのコラボ動画「【鷹の爪】電気保安官キョーコってだれ！？【関東電気保安協会】」で初登場。CVは田中美海。Fate/Grand Order -絶対魔獣戦線バビロニア-のエレシュキガル（エレちゃん）をとある記事で連呼していたことがきっかけで起用された。

## TVCM
- 2022年に7年ぶりに放映したTVCM「安全のプロ編」ではスガ シカオのタイアップソング「灯火」を使用した。ラストはおなじみのサウンドロゴ「かんとうでんき　ほあんきょうかい♪」で締められている。

## サウンドロゴ
- 「かんとうでんき　ほあんきょうかい♪」のサウンドロゴは、TVCMやラジオCMなどで昭和63年より使用している。

## コーポレートスローガン
- まかせて安心　確かな技術

## シンボルマーク
- ロゴに使用されているシンボルマークは、電気を安全で効率的にお使いいただくためのサービスを通して「お客さま」とともに成長していく、その決意を上昇する3本のラインで表している。